# Die Ziege oder Wer ist Sylvia?
Die Ziege oder Wer ist Sylvia? (engl. Originaltitel The Goat, or Who is Sylvia? Notes Towards a Definition of Tragedy) ist ein Theaterstück des US-amerikanischen Dramatikers Edward Albee. Es wurde am 10. März 2002 am John Golden Theatre in New York uraufgeführt. Die beiden Hauptrollen spielten Mercedes Ruehl und Bill Pullman, Regie führte David Esbjornson.

## Inhalt
Das Ehepaar Martin und Stevie Gray ist seit langem glücklich verheiratet. Es gibt einen 17-jährigen Sohn, und keiner von beiden hatte bisher Lust auf einen Seitensprung. Martin ist ein erfolgreicher Architekt, ist soeben mit dem Pritzker-Preis ausgezeichnet worden und hat außerdem gerade einen millionenschweren Bauauftrag bekommen. Zum Anlass seines fünfzigsten Geburtstags soll er im Fernsehen ein Interview geben.
Der Journalist, der das Interview führt, ist Martins langjähriger Freund Ross. Während des Interviews wirkt Martin unkonzentriert und wenig kooperativ. Nachdem die Kamera abgeschaltet ist, beginnt Martin zu erzählen. Seine Frau und er haben soeben in Erwartung seines baldigen Ruhestands auf dem Land eine Farm gekauft, und dort ist Martin mit Körper, Herz und Seele in Liebe entflammt. Er hat sich mit Leidenschaft in seine erste außereheliche Beziehung gestürzt, Ziel seiner Begierde ist Sylvia, eine Ziege. Ross kann die Geschichte kaum fassen und berichtet, im Glauben, er könne seinem Freund damit helfen, Stevie in einem Brief von der „Affäre“.
Für Stevie bricht eine Welt zusammen. Sie außer sich, und nachdem sie sich in einem Tobsuchtsanfall Luft verschafft hat, ist nicht nur ihre Ehe, sondern auch die Wohnung ein Trümmerhaufen. Martin kann die Aufregung nicht verstehen, er kann die Liebe zu seiner Frau durchaus mit der zu Sylvia vereinbaren. Er hatte Hilfe für seine Probleme in einer Selbsthilfegruppe für Sodomiten gesucht und zitiert nun mit größter Selbstverständlichkeit die dort gewonnenen Erkenntnisse. Martins Sohn, der homosexuell ist, hat ebenfalls Schwierigkeiten mit der Leidenschaft des Vaters, eine Diskussion zwischen ihnen gerät zu einer beiderseitigen Beschimpfung und läuft auf eine Prügelei hinaus. Auch Stevie greift zur Gewalt als Schlüssel zur Lösung des Problems und bereitet Sylvia ein blutiges Ende.

## Zitat
„Was kann man dazu sagen? Ein langer Akt, drei Szenen, vier Personen und eine Ziege... Es gibt eine wirkliche Ziege und auch eine Person, die zum Sündenbock wird. Das Stück scheint anfangs ein Ding zu sein, aber dann öffnet sich ein Abgrund, je weiter wir hineindringen. Und ich glaube, dass es eine Reihe von Leuten schockieren und anekeln wird. Wenn wir Glück haben, werden Leute aufstehen, während der Vorstellung ihre Fäuste recken und Sachen auf die Bühne werfen. Hoffe ich. Edward Albee.“

## Der Titel; Themen
„Who is Sylvia?...“ ist ein Zitat aus einem Lied in Shakespeares Komödie Zwei Herren aus Verona. Das Lied wird von einem der Bewerber um die Hand der schönen und sanften Sylvia gesungen. Bekannt wurde es als „An Silvia“ durch die Vertonung von Franz Schubert in der deutschen Übersetzung durch Eduard von Bauernfeld.
Albee hält die drei Aristotelische Einheiten – Einheit des Ortes, der Zeit, der Handlung – ein. Wie in einer klassischen Tragödie wird ein Konflikt dargestellt, der den Helden der Geschichte – in diesem Fall ist es Sylvia, die Titelperson – in den Tod führt.
Der Untertitel des Stücks, Notes toward a definition of tragedy (= Anmerkungen zu einer Definition der Tragödie), ist eine Anspielung auf die vielfältigen Bezüge des Dramas zur antiken Tragödie. Ziege/Goat bezieht sich auf die Bedeutung des Wortes Tragödie, im Griechischen = Bocksgesang (griech. trágos = Bock und odé = Gesang). Ross deutet ein als bedrohlich empfundenes Geräusch als Stimmen der Eumeniden, den Rachegöttinen der griechischen Mythogie – in Wirklichkeit ist es das Rumpeln der Waschmaschine –, und der damit, ohne es zu wissen, den Ausgang der dramatischen Ereignisse voraussieht. Stevie selbst agiert wie eine Mänade, Begleiterinnen des Gott Dionysus, der in seinen Anhängerinnen an Wahnsinn grenzende Ekstasen auslöst.
Themen, die in den Stück angesprochen werden, sind neben Ehe, Freundschaft, Elternschaft und dem Zerfall einer Familie die Probleme der gelebten Sexualität in unserer Gesellschaft. Es geht um die Grenzen der Toleranz gegenüber von etablierten Regeln abweichendem Verhalten, um Moral und Heuchelei, wer entscheidet in einer „Welt ohne Gott“, was moralisch ist, und was nicht. So zeigt z. B. Martin überhaupt kein Verständnis für seinen Sohn, als dieser sich als homosexuell outet, während der Sohn plötzlich im Vater einen begehrenswerten Mann sieht, den er, von Leidenschaft überwältigt, zu küssen versucht.

## Auszeichnungen
- 2002: Desk Award als „Best New Play“
- 2002: Tony Award als „Best Play“
- 2003: Nominierung für den Pulitzer-Preis für ein Theaterstück[6]

## Aufführungen
Das Stück wurde am 10. März 2002 am John Golden Theatre in New York mit Mercedes Ruehl als Stevie Gray und Bill Pullman als ihr Ehemann Martin Gray uraufgeführt und erlebte 612 Aufführungen. Im Lauf der Spielzeit wurden die beiden Hauptdarsteller durch Bill Irwin und Sally Field, die damit ihr Broadway-Debüt feierte, ersetzt.

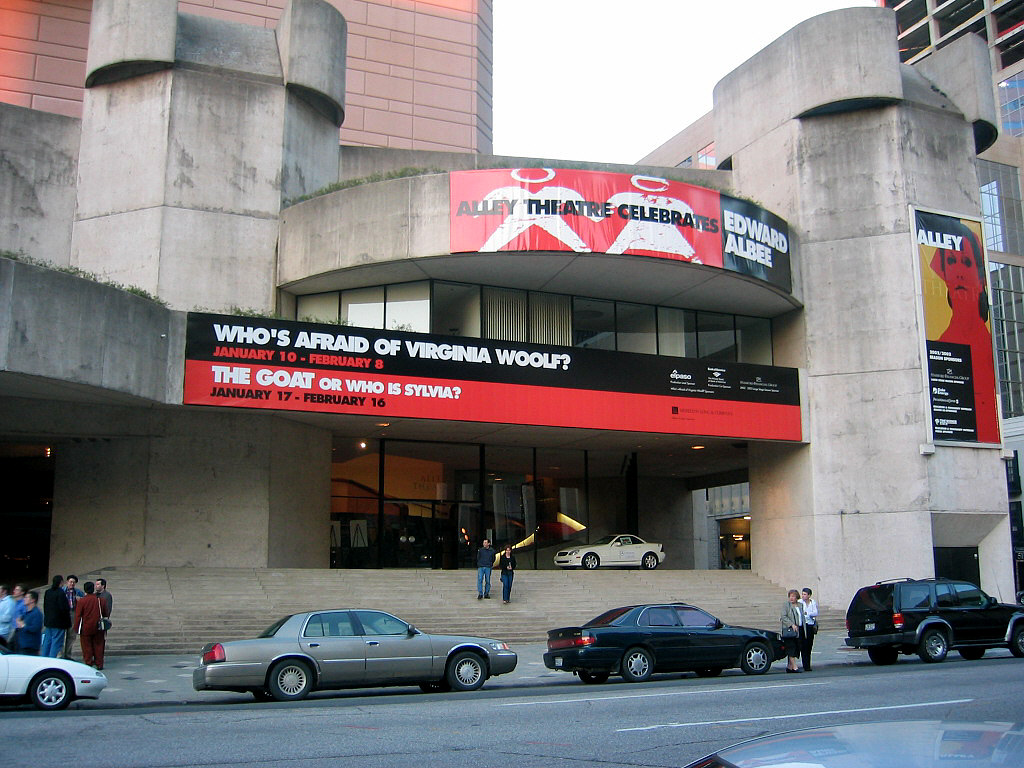
Aufführung im Alley Theater, Houston (Texas), 2003

Die Londoner Erstaufführung fand am Almeida Theatre statt und ging am 15. April 2004 ans Apollo Theatre im Londoner West End. Die beiden Hauptrollen spielten Jonathan Pryce und Kate Fahy, Regie führte Anthony Page.
Die deutschsprachige Erstaufführung hatte am 10. Januar 2004 unter der Regie von Andrea Breth am Wiener Akademietheater Premiere. Gespielt wurde eine Textfassung von Albert Ostermaier. Die beiden Hauptrollen spielten Peter Simonischek und Corinna Kirchhoff. Am 29. Januar hatte das Stück seine Premiere am Berliner Renaissance-Theater. Der Regisseur Felix Prader ließ das Stück in der Übersetzung von Alissa und Martin Walser spielen, mit Christian Berkel und Andrea Sawatzki, die damit ihr Debüt auf der Theaterbühne feierte, in den Hauptrollen.
2017 brachte das Theatre Royal Haymarket im Londoner Westend eine Inszenierung von Ian Rickson heraus. Das Stück war mit Damian Lewis und Sophie Okonedo in den Hauptrollen und mit Jason Hughes in einer der beiden Nebenrollen hochklassig besetzt. Die Reaktionen auf Ricksons Inszenierung fielen in der US-amerikanischen und der englischen Presse unterschiedlich aus. Nach der amerikanischen Kritik handle es sich um eine missglückte Inszenierung mit unglaubhaft agierenden Schauspielern, die sich mit unterschiedlichem Erfolg um die amerikanische Sprache bemüht hätten, bzw. eine ziemlich konventionelle, im Ton ziemlich peinliche und im Ganzen nicht überzeugende Inszenierung. Die englische Presse lobte durchweg die brillante Leistung der Schauspieler und die inspirierende Inszenierung.
2005 produzierte American Conservatory Theater ein Video einer Inszenierung von Richard E.T. White mit Pamela Reed und Don McManus in den Hauptrollen.

## Textausgaben
- The Goat, or Who Is Sylvia?. Broadway Edition. New York: Overlook 2002. ISBN 978-1-58567-647-7
- Die Ziege oder Wer ist Sylvia? Übers. Alissa und Martin Walser. Frankfurt a. M.: S. Fischer Theaterverlag 2004. (Theatertexte.)